# Пелетейро, Ана
Ана Пелетейро Брион (исп. Ana Peleteiro, род. 2 декабря 1995 года) — испанская легкоатлетка, выступающая в тройном прыжке. Чемпионка Европы 2024 года, призёр чемпионата мира в закрытых помещениях 2018 года. Бронзовый призёр чемпионата Европы в Берлине. Бронзовый призёр Олимпийских игр 2020 в Токио. 

## Биография и карьера
На чемпионате мира среди юниоров 2012 года Ана Пелетейро выиграла соревнование в тройном прыжке с результатом 14,17 метров.
19 марта 2016, Ана занимает 11-е место в финальном раунде на чемпионате мира в помещениях в Портленде с результатом 13,59 м.
3 марта 2017 года, почти пять лет спустя, испанская спортсменка бьет национальный рекорд на чемпионате Европы в залах в Белграде с результатом 14.20 м. Итоговое место в финале — пятое.
На чемпионате Европы среди юниоров в польском Быдгоще, она занимает второе место с результатом 14,19 метров, уступив румынской спортсменки Елене Пантури (14,27 м.).
7 августа, она заняла 7-е место на чемпионате мира в Лондоне, с результатом 14.23 м.
3 марта 2018 года, после выдающегося соревнования, где она установила свой личный рекорд (14,40 м.), Ана Пелетеро выиграла бронзовую медаль.
22 июля 2018 года в Хетафе она выиграла чемпионат Испании с новыми личным рекордом 14,55 м (-0,2 м / с), это третий результат в сезоне в Европе.
10 августа 2018 года Ана завоевала бронзовую медаль на чемпионате Европы в Берлине с прыжком на 14,44 м.
В июне 2024 года, на чемпионате Европы, который состоялся в Риме, испанская спортсменка с результатом 14,85 метра стала чемпионкой.